# Tablas Inmortales
Las Tablas Inmortales son una partida de ajedrez jugada en 1872 en Viena entre Carl Hamppe y Philipp Meitner. Esta partida llevó a la fama a ambos y ha sido reimpresa en múltiples ocasiones. La variante de la apertura vienesa utilizada en la partida se conoce como variante Hamppe-Meitner en su honor. La partida sigue el estilo romántico del siglo XIX, en el que el desarrollo y ataque rápidos se consideraban la forma más efectiva de ganar, se ofrecían muchos gambitos y contragambitos (y no aceptarlos era considerado poco caballeroso) y se solía sacrificar material. Estar partidas, con sus rápidos ataques y contraataques, eran a menudo entretenidas de analizar incluso aunque algunas de las jugadas ya no se considerarían buenas según los estándares modernos.
En la partida, las negras sacrifican gran cantidad de material para extraer al rey blanco e intentar forzar jaque mate, pero las blancas consiguen de forma muy vistosa forzar tablas por jaque continuo.

## Desarrollo de la partida
Blancas: Carl Hamppe. Negras: Philipp Meitner. Apertura: Apertura vienesa (ECO C25).
1. e4 e5 2. Cc3
La apertura vienesa, una apertura en la que Hamppe realizó importantes contribuciones, dando su nombre a dos variantes del gambito vienés.
2... Ac5
2...Cf6 es más habitual. La jugada es poco convencional pero jugable.
3. Ca4?!
Mejor sería 3.Cf3! d6 4.d4 y las blancas tienen una ligera ventaja. La jugada es prematura, aunque en muchas líneas de la vienesa las blancas intentan conseguir la pareja de alfiles con esta jugada, el alfil aún puede retirarse a e7 y el caballo está mal colocado en a4.
3... Axf2+!?
La tranquila 3...Ae7 es mejor y menos arriesgada, especialmente teniendo en cuenta que el sacrificio llevaría a una victoria de las blancas con las mejores jugadas. Los sacrificios de alfil son comunes en respuesta a ataques de caballo tempranos en varias líneas, incluyendo esta.
4. Rxf2
Forzada.
4... Dh4+ 5. Re3
Forzada.
5... Df4+ 6. Rd3 d5 7. Rc3!
Aunque se suele dar 7.De1 como refutación a esta línea, con 7...dxe4+? 8.Rc3 e3?! 9.Rb3! Ae6+ 10.Ra3 donde las negras ya no tienen ataque. Las negras no necesitan jugar 7...dxe4+?, y de hecho es mejor 7...Nf6! (jugada de Schiller) 8.g3! dxe4+ 9.Rc3 Dg4 10.Ah3 Cd5+ 11.Rb3 Cc6!! (11...Dg6!? es incierta) 12.Axg4! Ca5+ 13.Ra3 Cc4+ 14.Rb3 Ca5+ con posición igualada.
7... Dxe4 8. Rb3
Tal vez mejor para las blancas que este curioso movimiento de rey sería 8.d4!? exd4+ 9.Dxd4!! De1+ 10.Ad2! Dxa1 11.Cf3 Dxa2 (una alternativa es 11...Cc6!? 12.Dxg7 Ae6 13.Cc5! 0-0-0 14.Cxe6 fxe6 15.Dxh8 Dxa2 16.Ag5 y las blancas tienen una gran ventaja) 12.Dxg7 Dxa4 13.Dxh8 d4+ 14.Cxd4 Da5+ 15.Rb3 Dxd2 16.Dxg8+ Re7 17.Dxc8 Dxd4 18.Ac4! y las blancas tienen ventaja ganadora, aunque aún deben encontrar varios movimientos complicados.
8... Ca6
Amenazando 9...Qb4#.
9. a3? (ver diagrama)
|       |       |       |       |       |       |       |       |       |  |
|       | a8 rd | b8    | c8 bd | d8    | e8 kd | f8    | g8 nd | h8 rd |  |
| a7 pd | b7 pd | c7 pd | d7    | e7    | f7 pd | g7 pd | h7 pd |       |  |
| a6 nd | b6    | c6    | d6    | e6    | f6    | g6    | h6    |       |  |
| a5    | b5    | c5    | d5 pd | e5 pd | f5    | g5    | h5    |       |  |
| a4 nl | b4    | c4    | d4    | e4 qd | f4    | g4    | h4    |       |  |
| a3 pl | b3 kl | c3    | d3    | e3    | f3    | g3    | h3    |       |  |
| a2    | b2 pl | c2 pl | d2 pl | e2    | f2    | g2 pl | h2 pl |       |  |
| a1 rl | b1    | c1 bl | d1 ql | e1    | f1 bl | g1 nl | h1 rl |       |  |
|       |       |       |       |       |       |       |       |       |  |

Esta jugada es un error crucial, tras el cual las negras fuerzan las tablas de forma muy llamativa. Las blancas podían ganar más fácilmente con 9.d4! exd4 10.Axa6 bxa6 11.Cc5 o 9.c3! Ad7 10.Ra3 b5 11.d4 bxa4 12.Axa6 Dxg2 13.Df3! Dg6 14.Dxd5 Ac6 15.Ab5.
9... Dxa4+!!
Un espectacular sacrificio de dama que evita que las blancas puedan jugar Cc3 y Ra2, tras lo cual las negras no tienen suficiente compensación por su desventaja material. Esta jugada fuerza las tablas con la línea que sigue en la partida.
10. Rxa4 Cc5+ 11. Rb4
11.Rb5 llevaría también a tablas tras 11...Ce7!! 12.Dh5! a5 13.Dxe5 Ca6 14.Rxa5 Cb8+ 15.Rb4 Cbc6+ con igualdad, pero 12. c4! d4 13. Rxc5 a5 14. Da4+ (todas las jugadas tras c4 son forzadas) llevaría a una partida más larga. Tras 14. ...Rd8 or 14. ...Rf8 (Ad7? 15. Dxd7+ 1-0), las blancas están forzadas a devolver la dama con 15. Dxa5 Txa5 16. Rb4. Las negras tienen ventaja en el desarrollo y el rey más seguro, pero desventaja de afil por dos peones, lo que da opciones prácticas a las blancas.
11... a5+ 12. Rxc5
Se ha sugerido que 12.Kc3 evitaría las tablas, pero pierde tras 12...d4+ 13.Rc4 Ae6+!! (13...b6? es incierta) 14.Rxc5 Cf6! (amenazando mate en tres con 15...Cd7+ 16.Rb5 c6+ 17.Ra4 Cc5# o Cb6#) y las blancas no pueden evitar el mate o la pérdida de material: 15.Ab5+ Re7 (amenaza 16...Ce4#) 16.Df3 c6 (amenaza 17...Cd7#) 17.Axc6 (Dxf6+ gxf6 aguanta más tiempo, pero pierde también) 17...Thc8 (amenaza 18...Cd7+ 19.Rb5 bxc6+ 20.Dxc6 y mate en cinco) 18.Rb6 bxc6 (amenaza 19...Cd7+ 20.Rb7 Tab8+! 21.Ra6 Cc5+ 22.Rxa5 Tb5#) 19.Dxf6+ y mate en ocho jugadas. Todas las jugadas de la partida tras 12.Rxc5 son forzadas.
12... Ce7!
Amenaza 13...b6+ seguida de ...Ad7#.
13. Ab5+ Rd8 14. Ac6!!
La única jugada que evita el mate.
14... b6+
Si 14...bxc6? las blancas ya no reciben mate.
15. Rb5 Cxc6 16. Rxc6
No 16.c3?? Cd4+! 17.cxd4 Ad7#.
16... Ab7+! 17. Rb5!
No 17.Rxb7?? Rd7! 18.Dg4+ Rd6! y 19...Thb8# es inevitable.
17... Aa6+ 18. Rc6
No 18.Ra4?? Ac4! y 19...b5# es inevitable.
18... Bb7+ ½–½
Tablas por triple repetición.
|       |       |       |       |       |       |       |       |       |  |
|       | a8 rd | b8    | c8    | d8 kd | e8    | f8    | g8    | h8 rd |  |
| a7    | b7 bd | c7 pd | d7    | e7    | f7 pd | g7 pd | h7 pd |       |  |
| a6    | b6 pd | c6 kl | d6    | e6    | f6    | g6    | h6    |       |  |
| a5 pd | b5    | c5    | d5 pd | e5 pd | f5    | g5    | h5    |       |  |
| a4    | b4    | c4    | d4    | e4    | f4    | g4    | h4    |       |  |
| a3 pl | b3    | c3    | d3    | e3    | f3    | g3    | h3    |       |  |
| a2    | b2 pl | c2 pl | d2 pl | e2    | f2    | g2 pl | h2 pl |       |  |
| a1 rl | b1    | c1 bl | d1 ql | e1    | f1    | g1 nl | h1 rl |       |  |
|       |       |       |       |       |       |       |       |       |  |